# Hugh Lewin
Hugh Lewin (3 décembre 1939 - 16 janvier 2019) était un écrivain et militant anti-apartheid sud-africain. Il a été emprisonné de 1964 à 1971 pour ses activités de soutien au Mouvement de résistance africain, puis a passé 20 ans en exil, ne retournant en Afrique du Sud qu'en 1992. Un livre, écrit par lui-même, faisant compte rendu de son expérience, Bandiet, a remporté le  prix Olive Schreiner en 2003. 

## Jeunesse
Lewin est né à Lydenburg le 3 décembre 1939, dans le Transvaal. Ses parents étaient des missionnaires anglicans, prénommés William et Muriel. À Londres dans les années 1970, Lewin a découvert qu'il avait une ascendance juive maternelle, mais il n'était pas un juif pratiquant. 
Il a fait ses études à l'Université de Rhodes, puis est devenu journaliste au Natal Witness à Pietermaritzburg, écrivant également pour le magazine Drum et le Golden City Post à Johannesbourg.

## Activisme anti-apartheid
Il rejoint le Parti libéral en 1959. Lewin était un militant anti-apartheid, et a été emprisonné pendant sept ans à partir de juillet 1964 pour ses activités de soutien au Mouvement de résistance africain. Des preuves ont été données contre lui par ses amis et collègues militants Adrian Leftwich (qui avait été le témoin au mariage de Lewin) et John Lloyd. Après avoir purgé la totalité de sa peine de sept ans d'emprisonnement à la prison centrale de Pretoria, il a reçu un "permis de départ permanent" et a quitté l'Afrique du Sud en 1971. 

## Exil
Lewin a vécu 10 ans à Londres et 10 autres années au Zimbabwe. À Londres, il a travaillé comme journaliste pour The Observer et The Guardian . Déménageant vers le Zimbabwe nouvellement indépendant en 1981, il a été un membre fondateur du Dambudzo Marechera Trust. 

## Retour en Afrique du Sud
Il est retourné en Afrique du Sud en 1992, au milieu des négociations pour mettre fin à l'apartheid en Afrique du Sud. Il a cofondé Baobab Press avec Irene Staunton. Il a travaillé pour la Commission de vérité et réconciliation en tant que membre de son comité des violations des droits de l'homme. 
Il avait gardé un dossier secret de ses expériences en prison, écrit sur les pages d'une Bible, qu'il a publié sous le nom de Bandiet: Seven years in an African Jail à Londres en 1974 (le titre Bandiet étant le terme Afrikaans pour "bandit"). Il a également écrit la série de livres " Jafta " pour enfants et jeunes adultes. Après avoir été banni pendant de nombreuses années, ses mémoires de prison de 1974 ont été republiés en Afrique du Sud avec de nouveaux documents en 2002, comme Bandiet: Out of Jail, illustré par Harold Strachan . Il a remporté le prix Olive Schreiner  en 2003 et Stones against the Mirror a remporté le prix Alan Paton du Sunday Times en 2011. 

## Vie privée
Il a épousé Pat Davidson, une avocate. Ensemble, ils ont eu deux filles avant de divorcer. Il est décédé à Killarney, un quartier de Johannesbourg.